# Steatocranus
Steatocranus é um gênero de peixes da família Cichlidae.

## Espécies
- Steatocranus bleheri (Meyer, 1993)
- Steatocranus casuarius ( Poll, 1939)
- Steatocranus gibbiceps ( Boulenger, 1899)
- Steatocranus glaber (Roberts & Stewart, 1976)
- Steatocranus irvinei (Trewavas, 1943)
- Steatocranus mpozoensis (Roberts & Stewart, 1976)
- Steatocranus rouxi (Pellegrin, 1928)
- Steatocranus tinanti (Poll, 1939)
- Steatocranus ubanguiensis ( Roberts & Stewart, 1976)